# 霍伊貝格山 (薩爾茨堡)
47°49′53″N 13°06′27″E / 47.831481°N 13.107634°E

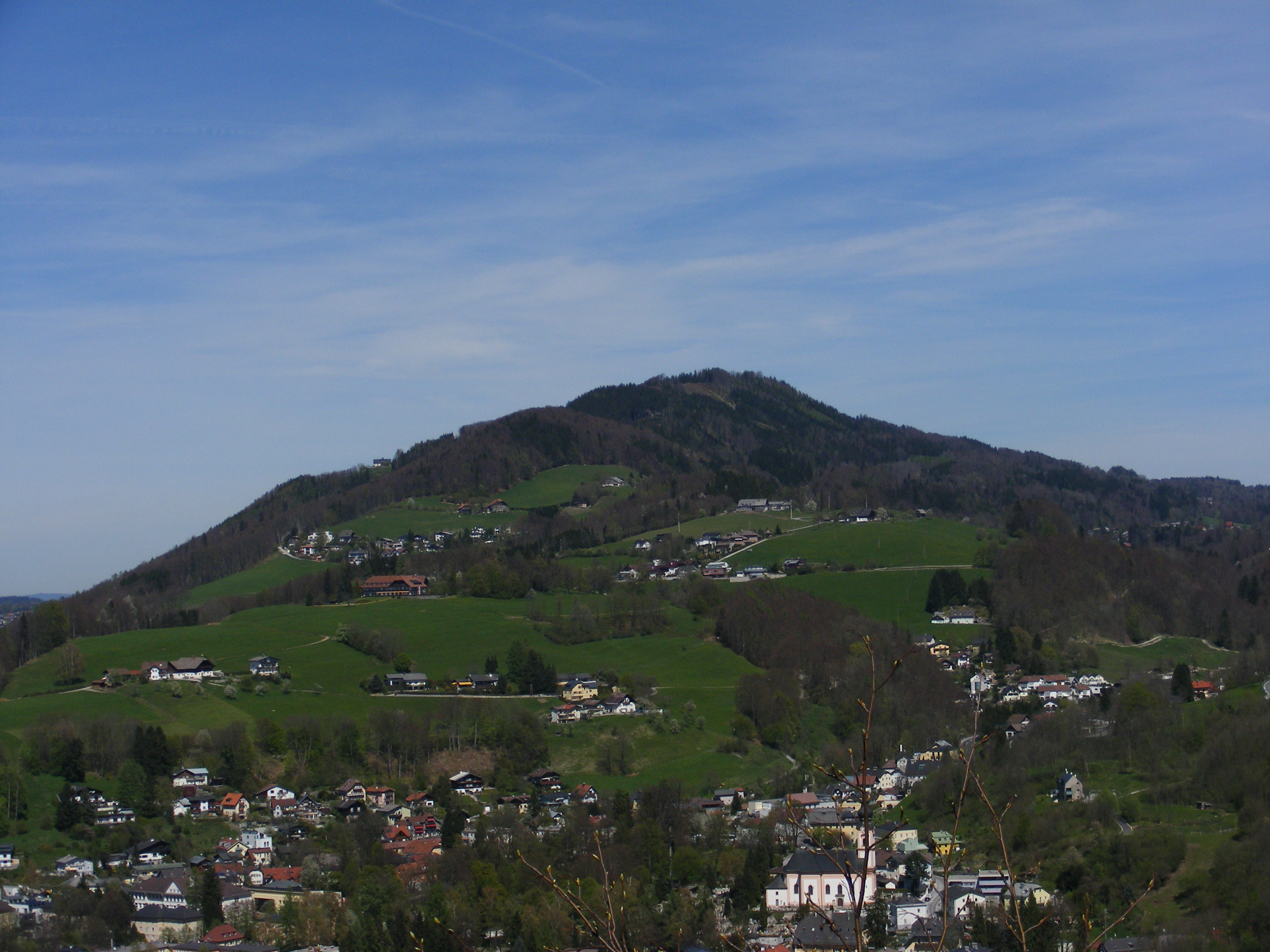

霍伊貝格山（德語：Heuberg），是奧地利的山峰，位於該國中部，由薩爾茨堡州負責管轄，屬於薩爾茲卡默古特山脈的一部分，距離諾克施泰因山1.9公里，海拔高度901米。